# Associazione Calcio Femminile Trento 2001-2002
Questa voce raccoglie le informazioni riguardanti l'Associazione Calcio Femminile Trento nelle competizioni ufficiali della stagione 2002-2003.

## Rosa
| N. |                   | Ruolo | Calciatrice         |
| -- | ----------------- | ----- | ------------------- |
|    | Italia (bandiera) | P     | Valentina Cretti    |
|    | Italia (bandiera) | P     | Erika Damian        |
|    | Italia (bandiera) | D     | Nadia Brighenti     |
|    | Italia (bandiera) | D     | Anna Busetti        |
|    | Italia (bandiera) | D     | Adele Devilli       |
|    | Italia (bandiera) | D     | Sara Facchini       |
|    | Italia (bandiera) | D     | Catia Ferrari       |
|    | Italia (bandiera) | D     | Paola Gigliotti     |
|    | Italia (bandiera) | D     | Rossella Groppa     |
|    | Italia (bandiera) | D     | Alessandra Mengalli |
|    | Italia (bandiera) | D     | Federica Rossetto   |
|    | Italia (bandiera) | D     | Ulrike Sanin        |
|    | Italia (bandiera) | C     | Stefania Brandi     |
|    | Italia (bandiera) | C     | Barbara Eccheli     |
|    | Italia (bandiera) | C     | Fabrizia Frieri     |

| N. |                   | Ruolo | Calciatrice         |
| -- | ----------------- | ----- | ------------------- |
|    | Italia (bandiera) | C     | Pamela Dalla Palma  |
|    | Italia (bandiera) | C     | Manuela Gargiulo    |
|    | Italia (bandiera) | C     | Cristina Gianordoli |
|    | Italia (bandiera) | C     | Giulia Giovannini   |
|    | Italia (bandiera) | C     | Elisa Lazzeri       |
|    | Italia (bandiera) | C     | Eleonora Pedrotti   |
|    | Italia (bandiera) | C     | Rosanna Pellegrini  |
|    | Italia (bandiera) | C     | Federica Rodella    |
|    | Italia (bandiera) | C     | Debora Vitti        |
|    | Italia (bandiera) | A     | Alessia Bertolini   |
|    | Italia (bandiera) | A     | Isabella Casagranda |
|    | Italia (bandiera) | A     | Annalisa Mancabelli |
|    | Italia (bandiera) | A     | Wania Meneghelli    |
|    | Italia (bandiera) | A     | Anita Ress          |

### Statistiche dei giocatori
| Giocatore      | Serie B | Serie B | Serie B | Serie B |
| Giocatore      | Pres    | Gol     | Amm     | Esp     |
| -------------- | ------- | ------- | ------- | ------- |
| A. Bertolini   | 18      | 0       | .       | .       |
| S. Brandi      | 12      | 2       | .       | .       |
| N. Brighenti   | 26      | 0       | .       | .       |
| A. Busetti     | 25      | 5       | .       | .       |
| I. Casagranda  | 23      | 7       | .       | .       |
| V. Cretti      | 26      | -51     | .       | .       |
| P. Dalla Palma | 21      | 3       | .       | .       |
| A. Devilli     | 17      | 0       | .       | .       |
| C. Ferrari     | 24      | 2       | .       | .       |
| F. Frieri      | 6       | 0       | .       | .       |
| M. Gargiulo    | 5       | 0       | .       | .       |
| P. Gigliotti   | 19      | 0       | .       | .       |
| E. Lazzeri     | 15      | 0       | .       | .       |
| A. Mancabelli  | 9       | 0       | .       | .       |
| W. Meneghelli  | 25      | 35      | .       | .       |
| R. Pellegrini  | 15      | 1       | .       | .       |
| A. Ress        | 1       | 0       | .       | .       |
| F. Rodella     | 24      | 0       | .       | .       |
| U. Sanin       | 22      | 0       | .       | .       |